# Laevipilina cachuchensis
Laevipilina cachuchensis is een Monoplacophorasoort uit de familie van de Neopilinidae. De wetenschappelijke naam van de soort is voor het eerst geldig gepubliceerd in 2005 door Urgorri, García-Álvarez & Luque.